# Joe Ragland
Joseph Alexander „Joe“ Ragland (* 11. November 1989 in Springfield, Massachusetts) ist ein US-amerikanisch-liberianischer Basketballspieler. Nach dem Studium in seinem Geburtsland startete Ragland eine professionelle Karriere in Europa, wo er nach einer Saison in Spanien seit 2013 in Italien spielt. In der Saison 2014/15 steht Ragland in Diensten des italienischen Rekordmeister Olimpia Armani Mailand.

## Karriere
Ragland begann nach der Schule in West Springfield (Massachusetts) zunächst ein Studium am Community College in North Platte (Nebraska), wo er von 2008 bis 2010 für die Hochschulmannschaft Knights in der National Junior Collegiate Athletic Association (NJCAA) spielte. Nachdem er 2010 zu den besten JuCo-Spielern des Landes als NJCAA-All-American gezählt wurde, bekam er einen Studienplatz an der Wichita State University, wo er von 2010 bis 2012 für die Hochschulmannschaft Shockers in der Missouri Valley Conference (MVC) der NCAA spielte. Zunächst verpasste man zwar das landesweite NCAA-Endrundenturnier, doch im zweiten bedeutenden Postseason-Turnier der NCAA gewannen die Shockers 2011 erstmals den Titel im National Invitation Tournament. Ein Jahr später erreichte man über die beste Saisonbilanz aller Mannschaften der MVC auch die landesweite NCAA-Endrunde, in der man jedoch im ersten Spiel etwas überraschend gegen die Rams der Virginia Commonwealth University unterlag und ausschied. Nach insgesamt vier Spielzeiten war damit Raglands Collegekarriere im Basketball beendet und er startete eine Karriere als professioneller Spieler.
Nachdem Ragland im NBA-Draft 2012 von keinem Klub der am höchsten dotierten Profiliga NBA ausgewählt worden war, unterschrieb er seinen ersten professionellen Vertrag bei UCAM aus Murcia in der spanischen Liga ACB. Der Vorjahresaufsteiger erreichte in der Saison 2012/13 erneut den Klassenerhalt und konnte sich mit 13 Saisonsiegen leicht auf den 13. Platz der Abschlusstabelle verbessern. Nachdem Murcia die Play-offs um den Titel verpasst hatte, wechselte Ragland Ende April 2013 noch in die höchste italienische Spielklasse Lega Basket Serie A zum Traditionsverein aus Cantù, mit dem er in den Play-offs um den Meisterschaftstitel in der ersten Runde den Hauptrundenzweiten Banco di Sardegna Sassari in sieben Spielen bezwingen konnte. In der Halbfinalserie verlor man dann jedoch erneut in sieben Spielen gegen den späteren Vizemeister Acea Rom. In der folgenden Saison nahm Ragland mit Cantù auch im europäischen Vereinswettbewerb Eurocup 2013/14 teil, bei dem die Mannschaft sehr knapp und unter dramatischen Umständen mit einem Punkt Unterschied im letzten Gruppenspiel der Zwischenrunde im direkten Vergleich gegen den deutschen Vertreter ratiopharm Ulm ausschied. In der italienischen Meisterschaft schied man als Hauptrundendritter erneut gegen Acea Rom in den Play-offs, diesmal bereits in der ersten Runde ohne einen einzigen Sieg. Ragland, der zu den treffsichersten Distanzschützen von hinter der Dreipunktelinie mit 48%iger Wurfquote in Italien gehört hatte, wurde für die folgende Spielzeit vom neuen Meister Olimpia Armani Mailand verpflichtet, mit dem er auch im höchstrangigen europäischen Vereinswettbewerb EuroLeague 2014/15 antreten wird.